# Decenio de las Naciones Unidas para la Agricultura Familiar

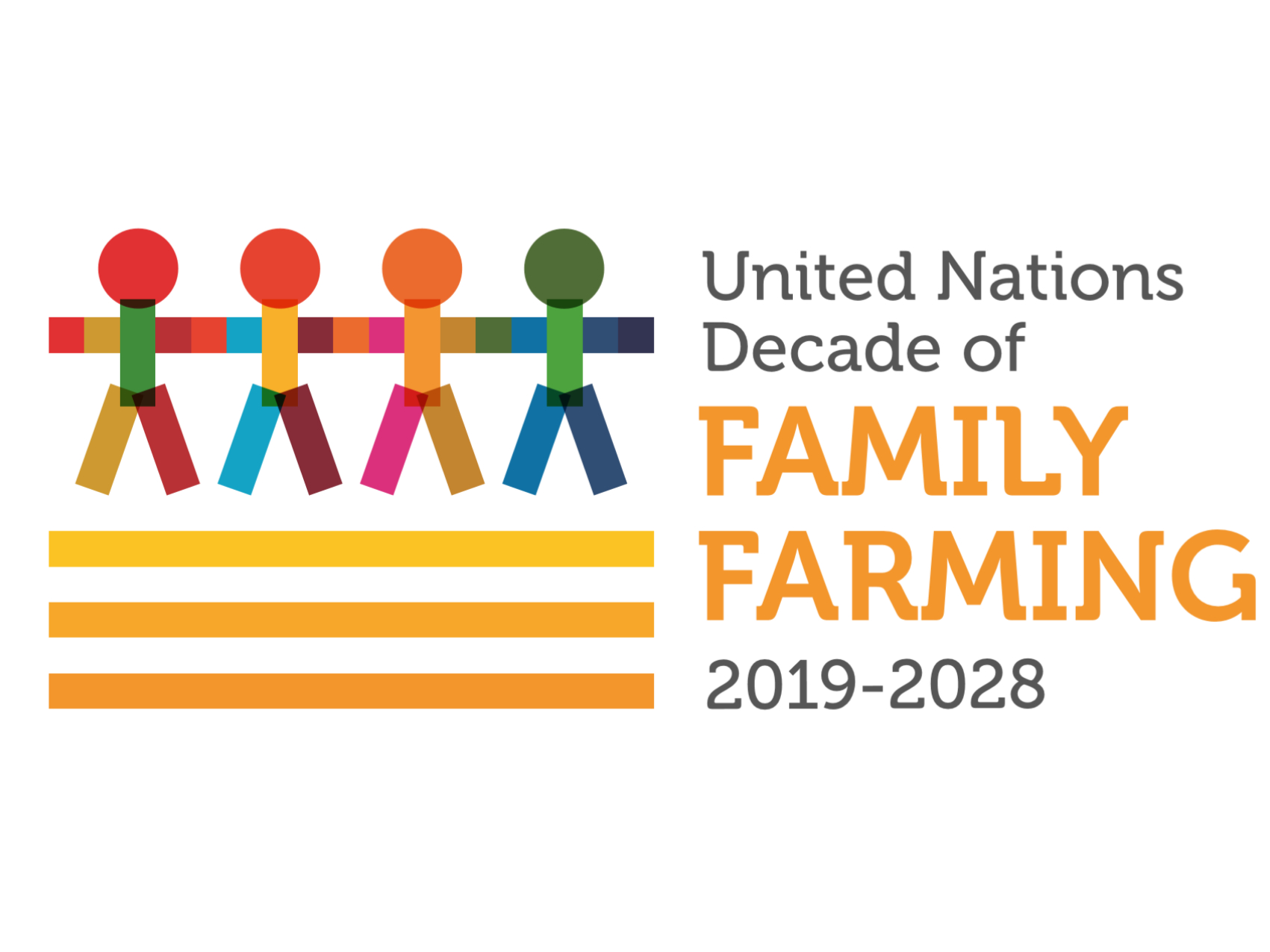

La Asamblea General de las Naciones Unidas proclamó 2019-2028 el Decenio de la Agricultura Familiar.

## Decenio de las Naciones Unidas para la Agricultura Familiar
El 20 de diciembre de 2017 la Asamblea General de las Naciones Unidas adoptó, sin votación, un proyecto sobre el Decenio de las Naciones Unidas para la Agricultura Familiar (documento A / 72/426), mediante el cual la Asamblea proclamó 2019-2028 el Decenio de la Agricultura Familiar, e hizo un llamamiento a la FAO y al Fondo Internacional para Desarrollo agrícola (FIDA) para liderar la implementación de la iniciativa. El año 2019 marcará el comienzo del Decenio de la Agricultura Familiar de las Naciones Unidas, que pretende atraer mayor atención sobre las personas que producen más del 80 por ciento de los alimentos del planeta, pero que ellas mismas, paradójicamente, son a menudo las más vulnerables frente al hambre.

Decenio de las Naciones Unidas para la Agricultura Familiar (2019-2028)
Granjas familiares
Más del 90 por ciento de los 570 millones de explotaciones agrícolas en el mundo están administradas por un individuo o una familia y dependen principalmente de la mano de obra familiar. Estas granjas producen más del 80 por ciento de los alimentos del planeta en términos de valor, lo que confirma su importancia clave en la seguridad alimentaria mundial de hoy y para las generaciones futuras. Al mismo tiempo, la mayoría de los pobres de las zonas rurales son agricultores familiares.
Los Objetivos de Desarrollo Sostenible se caracterizan por una especial atención a los pequeños campesinos y los agricultores familiares, con el objetivo, para 2030, de duplicar su productividad agrícola y sus ingresos, en particular de las mujeres, incluyendo igualmente a los pueblos indígenas, pastores y pescadores.
La atención e inversión de las políticas debe enfocarse no solo en aumentar rendimientos e ingresos, sino también en un conjunto más complejo de objetivos, incluyendo garantizar derechos sobre recursos naturales, como tierra, agua y semillas, mejorar mercados inclusivos, la adaptación al cambio climático y el empleo rural decente, además de herramientas apropiadas de gestión de riesgos y programas de protección social.
La resolución pide que la FAO y el Fondo Internacional de Desarrollo Agrícola (FIDA) apoyen la implementación del Decenio de la Agricultura Familiar, señalando que cada vez más países están haciendo progresos importantes para desarrollar políticas públicas a favor de la agricultura familiar, y elogia la utilidad de los intercambios de información facilitados por la Plataforma de conocimientos sobre agricultura familiar que alberga la FAO, así como las actividades de cooperación Sur-Sur, triangular y de “Campesino a campesino”.
Organización de las Naciones Unidas para la Alimentación y la Agricultura

## Agricultura familiar
Aunque no existe una definición única y universal de agricultura familiar, se puede definir como: “una forma de organizar la producción agrícola y silvícola, así como la pesca, el pastoreo y la acuicultura, que es gestionado y dirigido por una familia y que en su mayor parte depende de mano de obra familiar, tanto de mujeres como de hombres. La familia y la explotación están vinculados, coevolucionan y combinan funciones económicas, ambientales, reproductivas, sociales y culturales”.

La agricultura familiar es la forma predominante de agricultura en los países en desarrollo y desarrollados. De hecho:
- Se estima que hay 500 millones de granjas familiares, que representan más del 90% del total a nivel mundial.
- Las granjas familiares producen más del 80% de los alimentos en el mundo.
- Más del 90% de las granjas agrícolas son gestionadas por una persona o una familia y dependen principalmente de la mano de obra familiar.
- La mayoría de las granjas familiares son pequeñas (se estima que, en el mundo, el 84% de ellas tiene menos de 2 hectáreas).[3]

## Antecedentes
Reconociendo el éxito del Año Internacional de la Agricultura Familiar 2014, la Asamblea General de las Naciones Unidas proclamó 2019-2028, como Decenio de las Naciones Unidas para la Agricultura Familiar (UNDFF, por sus siglas en inglés). La Resolución fue aprobada por unanimidad -con el apoyo de más de 100 Estados miembros- tras una campaña del Gobierno de Costa Rica y el Foro Rural Mundial, que contó con el apoyo de la Organización de las Naciones Unidas para la Agricultura y la Alimentación (FAO), el Fondo Internacional de Desarrollo Agrícola (FIDA) y otros aliados. El Decenio se lanzó oficialmente el 29 de mayo de 2019.
Un Comité Internacional Directivo (ISC UNDFF, por sus siglas en inglés), compuesto por representantes de los Estados miembros y organizaciones de la agricultura familiar, supervisa la implementación del UNDFF. El ISC UNDFF cuenta con el apoyo de la secretaría conjunta de la Organización de las Naciones Unidas para la Agricultura y la Alimentación (FAO) y el Fondo Internacional de Desarrollo Agrícola (FIDA).

## Objetivos
“Un mundo en el que prosperen sistemas alimentarios y agrícolas diversos, saludables y sostenibles, en el que comunidades rurales y urbanas resilientes disfruten de una alta calidad de vida con dignidad y equidad y sin hambre ni pobreza".
- FAO y FIDA, Extracto de la declaración de la Visión del Decenio de las Naciones Unidas de la Agricultura Familiar

El UNDFF busca abordar la necesidad de un sistema alimentario global que proporcione alimentos suficientes, asequibles y nutritivos, a la vez que tenga en cuenta el cambio climático y una población.[10] Según la FAO, para el año 2050, la producción agrícola mundial deberá aumentar en aproximadamente un 50% para alimentar a la creciente población.  La ONU considera que la agricultura familiar es la clave para un sistema alimentario sostenible y para alcanzar los Objetivos de Desarrollo Sostenible (ODS).
El UNDFF sirve como marco para que los países desarrollen políticas públicas e inversiones para apoyar la agricultura familiar desde una perspectiva holística, liberando el potencial transformador de los agricultores y agricultoras familiares para contribuir al logro de los ODS.
Según la FAO y el FIDA, los agricultores y agricultoras familiares, con el apoyo adecuado, tienen una capacidad única para "revertir el fracaso de un sistema alimentario mundial que, si bien produce alimentos suficientes para todos, desperdicia un tercio de los alimentos producidos, no consigue reducir el hambre y las diferentes formas de desnutrición e incluso genera desigualdades sociales".

### Objetivos de desarrollo sostenible
Si bien los países han realizado importantes esfuerzos para alcanzar los Objetivos de Desarrollo Sostenible, todavía hay muchos desafíos que impiden su consecución para 2030. Los conflictos, la urbanización, la limitación de recursos y el cambio climático se encuentran entre ellos. La pobreza y el hambre también son desafíos constantes, contando con que casi el 80% de los pobres del mundo dependen de la producción agrícola.
La Asamblea General de la ONU valoró que en la agricultura familiar se encuentra el potencial para alcanzar los ODS. Por ejemplo: garantizar la seguridad alimentaria y una nutrición diversa y sostenible;[18] proporcionar alimentos suficientes para la creciente población; preservar la biodiversidad y encontrar formas de producción resilientes al cambio climático; reducir las desigualdades ayudando a generar ingresos y proporcionando más oportunidades para hombres pero también para mujeres y jóvenes.

## Plan de acción global del Decenio de las Naciones Unidas de la Agricultura Familiar
El Plan de Acción Global del Decenio de las Naciones Unidas de la Agricultura Familiar (2019–2028), elaborado por la secretaría conjunta de la FAO y el FIDA, es el resultado de una consulta internacional en la que han participado representantes de muchos países, agricultores y agricultoras familiares, la sociedad civil y otros actores relevantes. Se centra en siete pilares:
- PILAR 1: Crear un entorno político propicio para fortalecer la agricultura familiar
- PILAR 2: Apoyar a los jóvenes y asegurar la sostenibilidad generacional de la agricultura familiar
- PILAR 3: Promover la equidad de género en la agricultura familiar y el papel de liderazgo de las mujeres rurales
- PILAR 4: Fortalecer las organizaciones de los agricultores familiares y su capacidad para generar conocimiento, representar a sus miembros y prestar servicios inclusivos en el continuo urbano-rural
- PILAR 5: Mejorar la inclusión socioeconómica, la resiliencia y el bienestar de los agricultores familiares y los hogares y comunidades rurales
- PILAR 6: Promover la sostenibilidad de la agricultura familiar para conseguir sistemas alimentarios resilientes al cambio climático
- PILAR 7: Fortalecer la multidimensionalidad de la agricultura familiar para lograr innovaciones sociales que contribuyan al desarrollo territorial y a sistemas alimentarios que salvaguarden la biodiversidad, el medio ambiente y la cultura[7]

## Plataforma de conocimientos sobre agricultura familiar
Con una gran cantidad de leyes y regulaciones nacionales, buenas prácticas, datos relevantes, políticas públicas, investigación, artículos y publicaciones, la Plataforma de conocimientos sobre agricultura familiar reúne información digitalizada de alta calidad sobre la agricultura familiar en todo el mundo.
Centraliza el acceso a información internacional, regional y nacional relacionada con la agricultura familiar; integra y organiza sistemáticamente la información existente para informar y ayudar mejor a quienes elaboran políticas públicas, a las organizaciones de agricultura familiar, a los expertos en desarrollo y a las partes interesadas en el sector y a nivel local, proporcionándoles el conocimiento que necesitan.